# 페일 메일

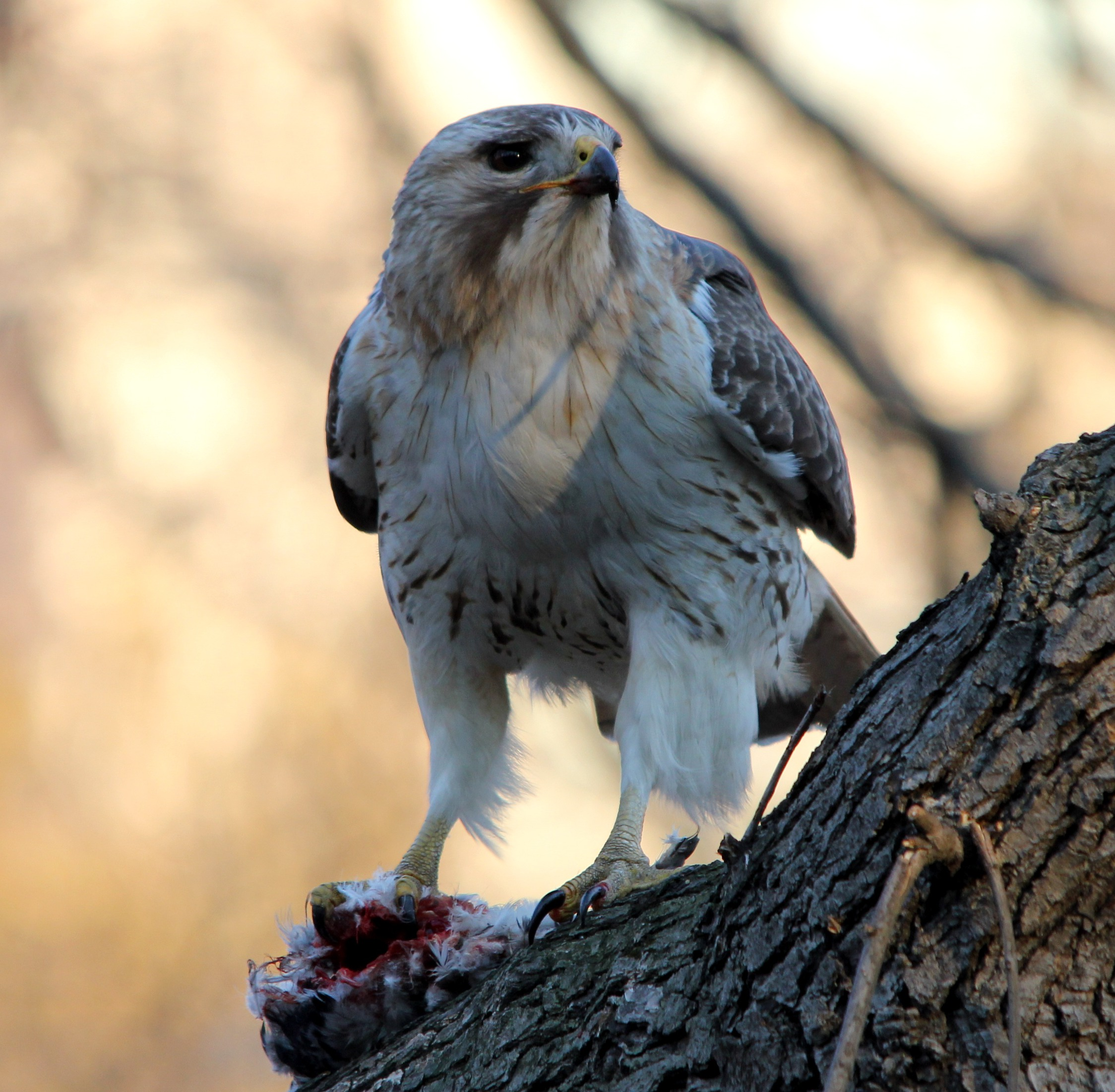
2011년 촬영된 사진.

페일 메일(Pale Male→하얀 수컷, 1990년 - 2023년 5월 16일)은 뉴욕시 센트럴파크에 살았던 붉은꼬리말똥가리 개체다. “페일 메일”이라는 이름은 특유의 깃털색에 기인하여 탐조가 마리 윈이 명명했다.
페일 메일은 센트럴파크 남동쪽 모서리의 가운데에 해당하는 5번 애비뉴 927번지에 둥지를 틀었다. 알려진 사례 중 최초로 나무가 아닌 건물에 둥지를 튼 붉은꼬리말똥가리다. 매년 봄이면 탐조객들이 페일 메일의 새로운 새끼를 관찰하러 망원경을 들고 모여들었다. 페일 메일은 최소 6마리 이상의 암컷과 짝을 짓고 센트럴파크를 중심으로 뉴욕시 일대에 서식하는 붉은꼬리말똥가리들의 선조가 되어 하나의 왕조를 일구었다.
2023년 시체로 발견되어 향년 33세로 생을 마감했다. 원래의 페일 메일은 중간에 죽었고 비슷하게 생긴 새로운 새가 그 자리를 대신한 것이라는 추측도 있었지만, 이 추측을 뒷받침할 만한 강한 증거는 아직 없다.